# 브와디스와프 고무우카
브와디스와프 고무우카(폴란드어: Władysław Gomułka, 1905년 2월 6일 ~ 1982년 9월 1일)는 폴란드의 공산주의 정치인으로 제3대 폴란드 통일노동자당 제1서기를 지냈다.

## 어린 시절과 교육
당시 오스트리아-헝가리 제국의 일부였던 크로스노에서 태어난 고무우카는 석유산업 근로자이자 사회주의자의 아들이었다.  그의 출생 전에 그의 부모는 미국으로 이주하였으나 환멸을 느껴 귀국하였다고 한다.  14세의 나이에 그는 학교를 떠나 일하는 시작을 해야 하였다.  그는 사회주의 청년 조직에 가입하였으나 보다 급진적인 생각을 하는 경향이 있었고 1926년 폴란드 공산당에 입당하였다.  그가 후에 쓰면서 당과 사회주의 아이디어에서 그의 신념은 하느님과 신성한 교회에서 로마 가톨릭의 신념에 가장 비슷했다고 한다.  이 헌신은 1921년 이래 당원 조피아 쇼켄과 그가 나누었던 그의 사생활을 애워쌌다.

## 초기 혁명 활동
그의 당의 활동은 노동 조합에 전념하였으며 그는 노조 대회들을 위하여 소련을 방문하였다.  1927년 이래 경찰의 관찰 아래 그는 몇번이나 체포되었고, 1933년 결국적으로 징역 선고를 받았다.  1934년 잠시 석방된 그는 소련으로 달아나 국제레닌학교에서 정치 지도와 지능 훈련을 받았다.  그는 불법적으로 귀국하여 1936년 징역 7년 선고와 끝난 자신의 당의 활동을 다시 시작하였다.
그가 소련의 대숙청을 피하면서 투옥이 그의 목숨을 구했을 것이며 전쟁이 그에게 석방을 가져왔다.

## 제2차 세계 대전
1939년 ~ 1941년 시기에 고무우카는 소련군 점령 지구에서 살았으나 거기서 아무 정치적 역할을 하지 않았다.  1941년 독일군의 소련 침공이 있던 후에 그는 고향 크로스노로 이주하였고, 이듬해 새로운 폴란드 노동당의 리더십을 강화하는 데 바르샤바로 불려들여졌다.  1943년 2명의 연속적 당수들의 신비한 살인 사건에 이어 그는 폴란드 노동당 서기장이 되었다.  자신의 필명 "비에스와프" 동지로서 그는 지도자와 공모자로서 자신의 기능을 증명하였다.
1944년 후순에 시작된 고무우카는 새롭게 소련 후원의 정부의 초대 부총리와 장관과 함께 당에서 최고 직위를 합쳤다.  그는 새로운 지배에 주요 인물 볼레스와프 비에루트와 더불어 지냈다.  그는 야당의 잔인한 분쇄를 지지하였으나 소련의 모범들의 조잡한 모방보다 "사회주의로 폴란드의 방침"을 요구하였으며 자신의 동지들의 혁명적 열심을 가라앉혔다.

## 전쟁 이후의 정치 경력
모스크바에 완전히 충성스럽지만 복종하지 않은 고무우카는 폴란드에서 소련의 과잉을 억제하는 시도를 하였고, 1947년 유고슬라비아에 이오시프 스탈린의 정책마저 감히 비판을 하였다.  그의 몰락은 "우익 국가주의 편차"에 대항하는 시끄러운 캠페인과 함께 이어진 해에 왔다.  그는 이제 독점주의 폴란드 연합노동자당의 정치국에 들어가지 않아 점차적으로 자신의 직위들로부터 해임되었고 결국적으로 부인 조피아 여사와 더불어 1951년에 체포되었다.  고무우카는 공공 보안부의 비밀 교도소에서 고독에 3년 이상을 보내 계획된 여론 조작을 위한 재판을 기다렸다.  아직 명확하지 않은 이유들로 재판은 오지 않았고, 스탈린 격하 운동이 그의 석방을 가져왔을 때 1954년 가을까지 생존하였다.

## 재집권

### 정치적 재기

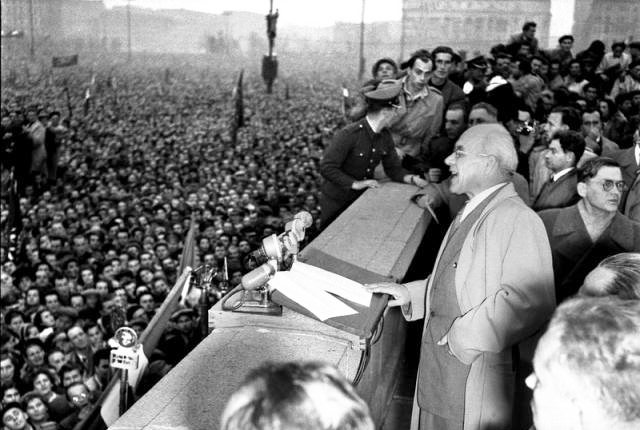
1956년 10월 24일 바르샤바에서

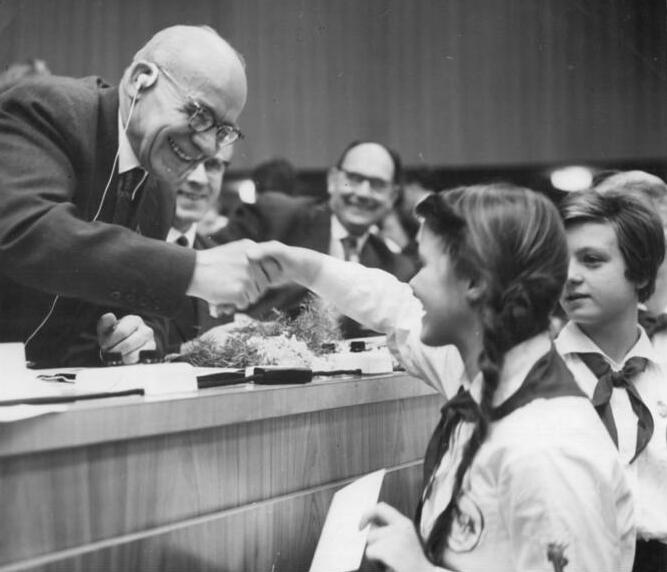
동독에서 에른스트 텔만 피오네르 조직의 일원들에 의하여 인사를 받는 고무우카

이오시프 스탈린이 사망한지 1년 후인 1954년 고무우카는 감옥에서 풀려나 자유인이 되었고, 1956년 볼레스와프 비에루트가 사망하고 폴란드 통일노동자당의 1인자가 된 에드바르트 오하프를 당원이 아닌 노멘클라투라 자격으로 보좌하였다. 1956년 4월 고무우카의 당원증이 회복되었고, 개혁파의 지지를 받으며 복당했다.
1956년 포즈난 시위로 오하프가 사임하자, 고무우카는 권력을 얻고 폴란드 통일노동자당 제1서기로 등극했다. 포츠난 시위로 소련군이 바르샤바에 주둔하게 되자 폴란드 시민들은 소련군 철수를 요구하기 시작했고, 이는 곧 폭동으로 이어져 많은 사상자가 발생하게 되었다. 고무우카는 시민들의 의견을 수렴해 소련과 군대 철수 협상을 벌이는데 성공하고 귀국하였고, 시민들로부터 열렬한 지지를 받고 폴란드 인민공화국의 지도자로 선출되었다.

### 폴란드 인민공화국의 지도자
폴란드 인민공화국의 지도자가 된 고무우카는 기존의 마르크스-레닌주의 이데올로기가 폴란드에서 별로 인기를 얻지 못했다는 사실을 알고 있었다. 1957년 1월 20일 고무우카는 공산주의 담론과 폴란드 국민주의와 결합한 새로운 패러다임을 제시했고, 이것이 대중들로부터 큰 환호를 받자 1964년까지 여러 국민주의적 정책들을 시행했다.
고무우카는 개혁파의 수장으로서 다소 수정주의적 견해를 보였는데, 그 결과 집단화 중단, 시장경제 도입, 종교 인정과 같은 요소들이 정책에 추가되었다. 그럼에도 고무우카는 과도한 수정주의를 항상 경계하고, 폴란드에서 일어나는 반공주의적 음모를 날카롭게 비판하였다. 
고무우카는 스탈린주의 폭력의 희생자였음에도 무분별한 스탈린 격하 운동에는 매우 비판적인 자세를 보였다. 그는 스탈린은 몇가지 원칙을 어겼지만 여전히 위대한 마르크스-레닌주의 혁명가라고 설명하며 이 운동을 추진했던 니키타 흐루쇼프 대립했다. 
1958년부터 고무우카는 소련과의 관계를 변경하기 시작했다. 그는 폴란드 인민공화국이 독립된 외교정책을 하길 원했고 이는 소련의 국익과 여러번 충돌해 두 국가간의 외교 갈등으로 이어졌다. 
1960년 중소 분쟁이 발생하자 고무우카 정부는 중립을 지켰고, 중소 분쟁의 원인이 독선적인 소련에도 있다고 공격했다. 1963년에는 몽골 인민공화국이 바르샤바 조약 기구에 가입하려는 것을 저지해 동구권 내부에서도 논란이 일었다.
고무우카 정부는 1964년부터 사회 분야에서 여러 진보주의적 정책을 시행했고, 1960년대 폴란드는 동구권에서 가장 자유로운 국가가 되었다. 
그러나 고무우카는 프라하의 봄 사건을 지켜보며 자신의 견해를 크게 수정했고, 소련의 개입을 지지했다. 1969년 폴란드는 다시 보수주의로 돌아갔다. 1970년 고무우카는 긴축정책을 발표하고 물가를 인상하는 법안에도 승인했는데 이는 노동자 계급의 생활고로 이어져 시위가 발생했다. 고무우카 정권은 노동자에 대한 무력 탄압을 지시했고, 수많은 사상자가 발생하는 참사로 이어졌다.
노동자들의 시위에 대한 무력 진압에 대해 에드바르트 기에레크의 지지자들은 고무우카를 노동계급의 적으로 비난하고 중앙위원회에 제1서기직 해임안을 제출했다. 결국 1971년 고무우카는 모든 직위에서 해임되었고, 공직에서 추방되었다.

## 말년
권력에서 쫒겨난 후 고무우카는 자신이 알렉세이 코시긴의 음모로 화를 입었다고 주장했다. 1973년 고무우카는 자신의 수정주의 사상을 폐기하고 반수정주의자로 선회하며, 폴란드 통일노동자당 지도부에 정통적인 정책으로 돌아가야 한다고 주장했으나, 무시당했다. 1979년부터는 회고록을 쓰기 시작하여 1981년에 완성하였다. 평생 흡연자였던 그는 1982년 페암으로 사망했다.

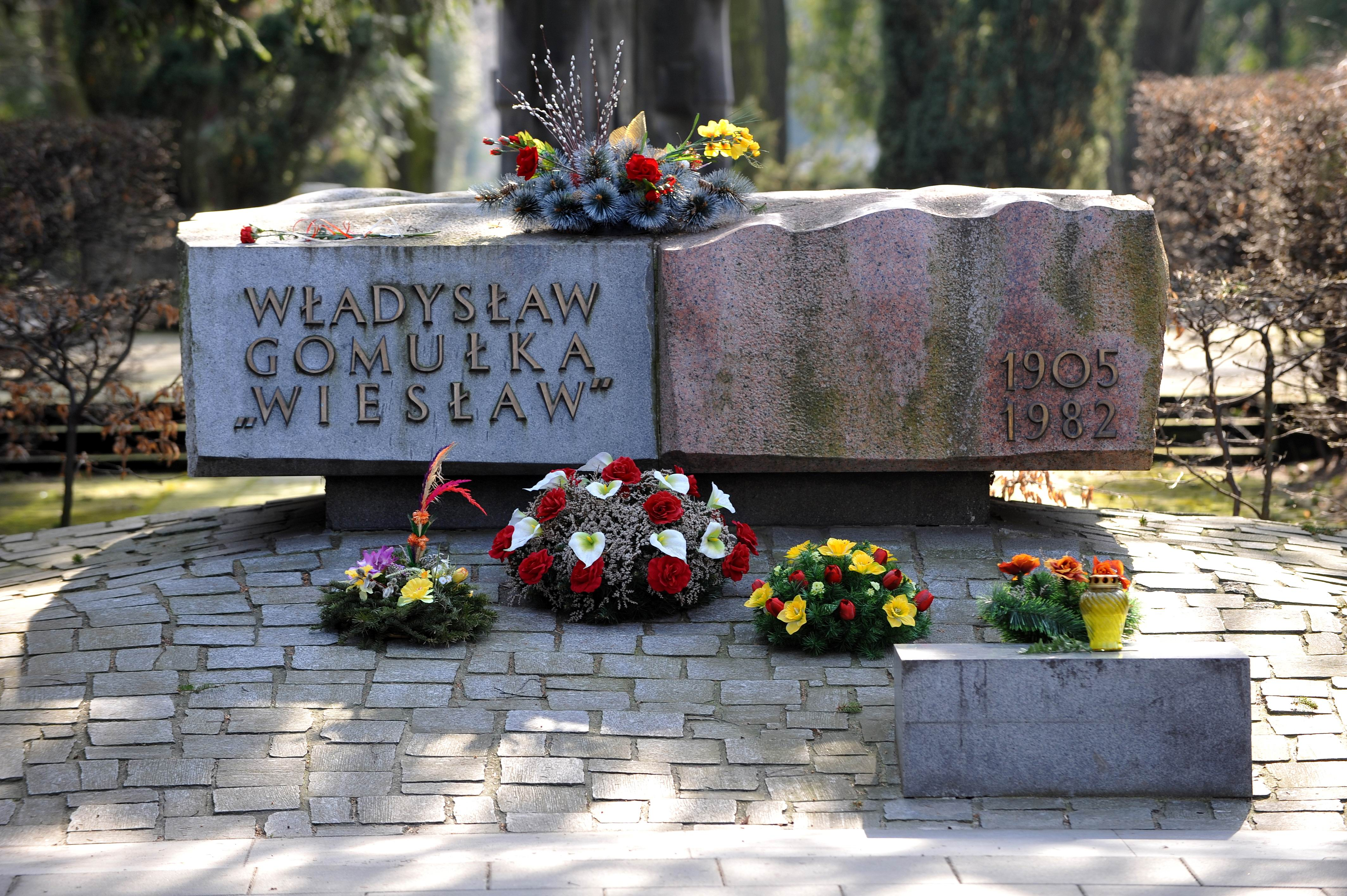
포봉즈키 군사 묘지에 있는 고무우카의 묘비